# Impasse Poule
L'impasse Poule est une voie située dans le quartier de Charonne du 20e arrondissement de Paris.

## Situation et accès
L'impasse Poule est desservie à proximité par la ligne 9 à la station Buzenval et par la ligne 2 à la station Avron.

## Origine du nom
Cette voie a pris le nom du propriétaire des terrains sur lesquels elle a été ouverte. 

## Historique
Cette voie est classée par un arrêté municipal du 19 novembre 1993.